# Isabella Ragonese
Isabella Ragonese (Palermo, 19 maggio 1981) è un'attrice, drammaturga e regista teatrale italiana.

## Biografia

### Gli inizi
Nel 2000 consegue un diploma di recitazione presso la scuola Teatès di Palermo (direttore Michele Perriera). Attrice e autrice teatrale, ha scritto, diretto e interpretato diverse sue opere come Che male vi fo e Bestino: è stata vincitrice di concorsi per artisti emergenti, tra cui nel 1998 il primo premio del concorso nazionale INDA (Istituto Nazionale Dramma Antico) con un saggio breve sulla figura di Ecuba nella tragedia euripidea.

### Carriera
Il suo primo film è stato Nuovomondo di Emanuele Crialese del 2006. Dopo aver partecipato al film indipendente Detesto l'elettronica stop di Cosimo Messeri, ottiene poi il ruolo di Marta, la protagonista precaria e neolaureata in filosofia teoretica nel film di Paolo Virzì Tutta la vita davanti, che le vale una candidatura ai Nastri d'argento 2008 come migliore attrice protagonista. Nel luglio del 2008 è stata premiata a Parma con il trofeo "Maurizio Schiaretti", riconoscimento dedicato agli attori emergenti del cinema italiano. Il 27 luglio 2008 al Festival Teatro e colline di Calamandrana Alta ha portato in scena un'opera da lei scritta dal titolo Mamùr e interpretata in coppia con Giuseppe Sangiorgi, riportando un notevole successo.
Nel 2008 è stata scelta come interprete per il film Viola di mare, al fianco di Valeria Solarino e sotto la direzione della regista Donatella Maiorca, film tratto dal libro Minchia di Re di Giacomo Pilati. Nello stesso anno recita nel film Il cosmo sul comò. Nel 2009 ritorna sul grande schermo con i film Due vite per caso, regia di Alessandro Aronadio, Oggi sposi di Luca Lucini e Dieci inverni, regia di Valerio Mieli. Nel 2010 interpreta Elena, la sorella di Elio Germano, nel film La nostra vita di Daniele Luchetti e vince il Nastro d'argento alla migliore attrice non protagonista per le sue interpretazioni nel film di Luchetti e in Due vite per caso. Nello stesso anno è stata anche la madrina della 67ª Mostra internazionale d'arte cinematografica di Venezia. Per La nostra vita riceverà la sua prima candidatura ai David di Donatello 2011 come miglior attrice protagonista.

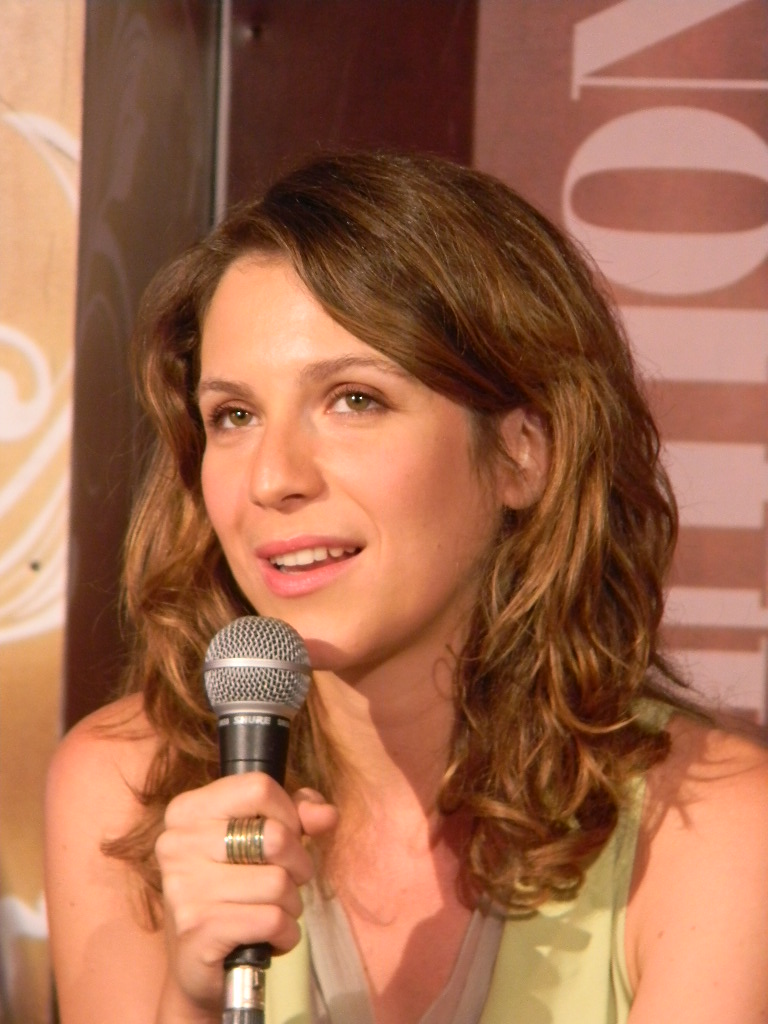
Ragonese al Giffoni Film Festival nel 2010

Nel 2011 recita per la prima volta in una produzione televisiva, partecipando a un episodio della serie televisiva Il commissario Montalbano. Nel marzo 2011 ha partecipato come protagonista al videoclip di Luciano Ligabue Il meglio deve ancora venire, contenuta nell'album Arrivederci, mostro!. Sempre nel 2011 è protagonista sul grande schermo del film Il primo incarico sotto la regia di Giorgia Cecere, per il quale ottiene un'altra candidatura al Nastro d'argento come miglior attrice protagonista e de Il giorno in più con Fabio Volo. Da gennaio a maggio 2012 ha recitato a teatro ne La commedia di Orlando per la regia di Emanuela Giordano, liberamente tratto dal romanzo Orlando di Virginia Woolf. Nel maggio 2013 recita nel dramma teatrale Taking care of baby al Teatro Eliseo di Roma.
Nel 2014 dà voce al personaggio di Griet nell'audiolibro La ragazza con l'orecchino di perla di Tracy Chevalier e partecipa al film di successo Il giovane favoloso di Mario Martone, nel ruolo di Paolina Leopardi. L'anno successivo è protagonista, accanto ad Alessio Boni, del film drammatico In un posto bellissimo, diretto da Giorgia Cecere. Dal 2016 è nel cast di Rocco Schiavone dove interpreta Marina, la moglie del vicequestore. Del 2016 è il film Sole cuore amore per il quale riceve una nuova candidatura Nastro d'argento alla migliore attrice protagonista. Nel 2017 fa parte della giuria del concorso principale al 35° Torino Film Festival. Nel 2021 esce il film Lei mi parla ancora, diretto da Pupi Avati, che la vede protagonista nei panni di Rina Cavallini da giovane, interpretata ai giorni nostri da Stefania Sandrelli. Nel 2022 ha interpretato il ruolo della fotografa Letizia Battaglia nella miniserie Solo per passione - Letizia Battaglia fotografa.

## Teatro
- Malangelita, regia di Davide Enia, 2001
- Le città invisibili, da Italo Calvino, regia di Isabella Ragonese, 2001
- Tragedia a Gibellina, regia di Alfonso Santagata, Orestiadi di Gibellina, 21 agosto 2002
- Che male vi fo, di Antonio Bondì, Isabella Ragonese e Giuseppe Rizzo, regia di Isabella Ragonese, 2004
- I pesci nell’acqua, teatrodanza, regia di Alessandra Razzino, 2004
- Bestino, testo e regia di Isabella Ragonese, 2004
- Mamùr, testo e regia di Isabella Ragonese, Santarcangelo, 2007
- Libere, di Cristina Comencini, regia di Francesca Comencini, 2010
- Lady Grey, di Will Eno, regia di Isabella Ragonese, 2011
- La commedia di Orlando, da Virginia Woolf, regia di Emanuela Giordano, 2012
- Taking care of baby, di Dennis Kelly, regia di Fabrizio Arcuri, Napoli Teatro Festival Italia, 12 giugno 2012.
- Lo schifo. Omicidio non casuale di Ilaria Alpi nella nostra ventunesima regione, lettura scenica, di Stefano Massini, Riccione, Premio Ilaria Alpi, 6 settembre 2012.
- African Requiem, testo e regia di Stefano Massini, Calenzano Teatro Festival, 14 settembre 2013[6]
- Italia Numbers, reading concerto con Cristina Donà, 2013
- Provando... Dobbiamo parlare, di Carla Cavalluzzi, Diego De Silva, Sergio Rubini, regia di Sergio Rubini, 2015
- Louise e Renée, da Honoré de Balzac, drammaturgia di Stefano Massini, regia di Sonia Bergamasco, 2017
- Spiagge, di Isabella Ragonese, 2020
- Storia di un gatto e del topo che diventò suo amico, di Luis Sepúlveda, 2020
- Crisotemi, di Ghiannis Ritsos, regia di Fabrizio Arcuri, Teatro Greco di Siracusa, 2020
- Da lontano - Chiusa sul rimpianto, testo e regia di Lucia Calamaro, Santarcangelo, 2020
- Clitennestra, di Colm Tóibín, regia di Roberto Andò (2023)

## Filmografia

### Cinema
- Nuovomondo, regia di Emanuele Crialese (2006)
- Detesto l'elettronica stop, regia di Cosimo Messeri (2008)
- Tutta la vita davanti, regia di Paolo Virzì (2008)
- Il cosmo sul comò, regia di Marcello Cesena (2008)
- Viola di mare, regia di Donatella Maiorca (2009)
- Due vite per caso, regia di Alessandro Aronadio (2009)
- Dieci inverni, regia di Valerio Mieli (2009)
- Oggi sposi, regia di Luca Lucini (2009)
- La nostra vita, regia di Daniele Luchetti (2010)
- Il primo incarico, regia di Giorgia Cecere (2010)
- Un altro mondo, regia di Silvio Muccino (2010)
- Il giorno in più, regia di Massimo Venier (2011)
- Cuore di clown, regia di Paolo Zucca (2011)
- La sedia della felicità, regia di Carlo Mazzacurati (2013)
- Il giovane favoloso, regia di Mario Martone (2014)
- Fino a qui tutto bene, regia di Roan Johnson (2015)
- Una storia sbagliata, regia di Gianluca Maria Tavarelli (2015)
- In un posto bellissimo, regia di Giorgia Cecere (2015)
- Dobbiamo parlare, regia di Sergio Rubini (2015)
- Fuori, regia di Anna Negri (2015) - cortometraggio
- Sole cuore amore, regia di Daniele Vicari (2016)
- Il padre d'Italia, regia di Fabio Mollo (2017)
- Questione di karma, regia di Edoardo Falcone (2017)
- Mio fratello rincorre i dinosauri, regia di Stefano Cipani (2019)
- Lei mi parla ancora, regia di Pupi Avati (2021)
- Il giorno e la notte, regia di Daniele Vicari (2021)
- Yara, regia di Marco Tullio Giordana (2021)
- Come pecore in mezzo ai lupi, regia di Lyda Patitucci (2023)

### Televisione
- Il commissario Montalbano – serie TV, episodio 8x22 (2011)
- Un mondo nuovo, regia di Alberto Negrin (2014)
- Rocco Schiavone – serie TV (2016-2021)
- La guerra è finita, regia di Michele Soavi – miniserie TV (2020)
- Tutto il giorno davanti, regia di Luciano Manuzzi – film TV (2020)
- Il re, regia di Giuseppe Gagliardi – serie TV (2022-2024)
- Solo per passione - Letizia Battaglia fotografa, regia di Roberto Andò – miniserie TV (2022)

### Videoclip
- Il meglio deve ancora venire – videoclip di Ligabue (2011)

## Programmi televisivi
- Retromania di Isabella Ragonese (Sky Arte, 2018)
- La TV delle ragazze - Gli Stati Generali 1988-2018 (Rai 3, 2018)

## Audiolibri
- La zia marchesa di Simonetta Agnello Hornby, Emons-Feltrinelli
- La ragazza con l'orecchino di perla di Tracy Chevalier, Emons Audiolibri
- Non dirmi che hai paura di Giuseppe Catozzella, Emons-Feltrinelli

## Doppiaggio

### Film d'animazione e serie animate
- Il traguardo di Patrizia, regia di Rosalba Vitellaro (RaiPlay/Rai Gulp, 2014)
- Indomite, regia di Charlotte Cambon de Lavalette e Phuong Mai Nguyen (RaiPlay/Rai Gulp, 2020)

## Riconoscimenti
- David di Donatello
  - 2011 – Candidatura alla miglior attrice protagonista per La nostra vita
  - 2018 – Candidatura alla miglior attrice protagonista per Sole cuore amore
  - 2020 – Candidatura alla miglior attrice protagonista per Mio fratello rincorre i dinosauri[7]
  - 2024 – Candidatura alla miglior attrice protagonista per Come pecore in mezzo ai lupi

- Nastro d'argento
  - 2008 – Premio Guglielmo Biraghi per Tutta la vita davanti
  - 2008 – Candidatura alla miglior attrice protagonista per Tutta la vita davanti
  - 2010 – Migliore attrice non protagonista per La nostra vita e Due vite per caso
  - 2017 – Candidatura alla miglior attrice protagonista per Il padre d’Italia
- Nastri d'argento - Grandi Serie
  - 2024 – Migliore attrice protagonista per  Il re

- Globo d'oro
  - 2017 – Miglior attrice per Il padre d'Italia

- Torino Film Festival
  - 2022 – Menzione speciale Premio Occhiali di Gandhi per Rosa - Il canto delle sirene